# República Dominicana en los Juegos Olímpicos de Londres 2012
La República Dominicana estuvo representada en los Juegos Olímpicos de Londres 2012 por un total de 33 deportistas, 13 hombres y 20 mujeres, que compitieron en 10 deportes.
El portador de la bandera en la ceremonia de apertura fue el practicante de taekwondo Gabriel Mercedes.

## Medallistas
El equipo olímpico dominicano obtuvo las siguientes medallas:
| Nombre          | Deporte   | Competición    |
| --------------- | --------- | -------------- |
| Oro             |           |                |
| Félix Sánchez   | Atletismo | 400 m vallas M |
| Plata           |           |                |
| Luguelín Santos | Atletismo | 400 m M        |
| Bronce          |           |                |
| —               |           |                |